# احتجاجات جامعة بوغازجي 2021
احتجاجات جامعة بوغازجي 2021 هي مظاهرات التي بدأت في 4 يناير ضد تعيين مليح بولو من قبل الرئيس رجب طيب أردوغان كرئيسٍ لجامعة بوغازجي، التي تعد واحدة من المؤسسات الأكاديمية العليا في تركيا.

## الخلفية
تم تعيين مليح بولو، الذي تربطه علاقات بحزب العدالة والتنمية الحاكم، عميدًا بمرسوم رئاسي في 2 يناير 2021. ووفقًا لأعضاء هيئة التدريس، كان بولو أول رئيس يتم اختياره من خارج الجامعة منذ انقلاب 1980. بعد الانقلاب، تم تعيين إرجون توغرول، الذي كان أكاديميًا في جامعة اسطنبول التقنية، عميدًا لجامعة بوغازجي.

## الاحتجاجات
بدأ المئات في الاحتجاج في 4 يناير بعد التعيين، مرددين شعارات مثل «مليح بولو ليس رئيسنا» و«لا نريد عميدًا منتحلًا». وفي بيان مشترك، اعتبر أعضاء هيئة التدريس التعيين على أنه انتهاك «للحرية الأكاديمية والاستقلالية العلمية، وكذلك القيم الديمقراطية» لجامعة بوغازجي.
تم إغلاق أحد مباني الجامعة من قبل الطلاب الذين تمكنوا من دخول الحرم الجامعي. وفي وقت لاحق اشتبك المتظاهرون مع الشرطة أثناء محاولتهم كسر حاجز أمام مدخل الجامعة، مما دفع قوات الأمن إلى استخدام رذاذ الفلفل لتفريق المتظاهرين. تم اعتقال اثنين من الطلاب في سياق الاحتجاجات. وبحلول 6 يناير، كان 36 طالبًا رهن الاحتجاز. استمرت احتجاجات الطلاب وأعضاء هيئة التدريس خارج مكتب رئيس الجامعة في فبراير، مع انضمام العديد من الجامعات التركية الأخرى وجمعيات خريجي بوغازجي في الخارج للاحتجاج على التعيين.
وكجزء من معرض فني تم تنظيمه للاحتجاج، أدى عمل فني في الحرم الجامعي يصور الكعبة بجانب علم مجتمع الميم وشخصية شاهماران إلى اعتقال أربعة طلاب كانوا في فريق المعرض. أشار وزارة الداخلية التركية سليمان صويلو إلى الطلاب المعتقلين على أنهم «أربعة منحرفين من مجتمع الميم»، مما دفع تويتر لاحقًا إلى تقييد تغريدته. بعد هذا الحدث، تم إغلاق نادي جامعة بوغازجي للدراسات LGBTI بأمر من مليح بولو. دافع بولو عن نفسه وزعم أنه مدافع عن حقوق المثليين.
في 1 فبراير، أغلقت الشرطة بوابة الحرم الجنوبي لمنع المظاهرات. تم تركيب خراطيم مياه وحواجز وقناص واحد على الأقل. في وقت لاحق من تلك الليلة، اقتحمت الشرطة الحرم الجامعي واحتجزت 159 طالبًا. كما تم اعتقال العديد من المتظاهرين في إزمير و69 في أنقرة. في 2 فبراير، اعتقلت الشرطة التركية واحتجزت 104 بالقرب من جامعة قاضي كوي، وردت على المتظاهرين بالغاز المسيل للدموع والرصاص المطاطي. قام مواطنو إسطنبول بقرع الأواني والمقالي في أجزاء كثيرة من المدينة لإظهار تضامنهم مع الاحتجاج. في 3 فبراير، تم اعتقال 50 شخصًا في إزمير.
في 12 مارس، تم القبض على الطلاب لأنهم كانوا يرفعون أعلام قوس قزح أثناء مظاهرة. في 26 مارس، احتج الطلاب أمام قصر العدل في إسطنبول لإطلاق سراحهم. أثناء هذه المظاهرة تم اعتقال 50 طالبًا آخرين. في 1 أبريل، خرجت مظاهرة في كاديكوي. تم اعتقال 35 طالبًا وتم الإفراج عنهم ليلًا.

## ردود الأفعال
قال الرئيس رجب طيب أردوغان إن «التعيين الروتيني يُستخدم لاستفزاز الجامعات». كما أطلق على المتظاهرين لقب «مشعوذو الأرواح» وأدان الشباب المثليين. صرح دولت بهجلي رئيس حزب الحركة القومية في بيانه المكتوب أن رئيس الجامعة تم تعيينه بالوسائل القانونية وتم إغلاق القضية. كما أضاف أن المتظاهرين يجب ألا «يجهدوا أنفسهم» و«لا ينشغلوا بالمشاريع الفوضوية»، واصفًا الاحتجاجات بـ«مؤامرة يجب سحقها». صرح وزير داخلية أردوغان صويلو أن انتخابات رئاسة الجامعة لا تحتاج إلى أن تكون ديمقراطية.
أيد رئيس بلدية إسطنبول، أكرم إمام أوغلي وهو من حزب المعارضة الرئيسي حزب الشعب الجمهوري اليساري، الاحتجاجات. كما تحدث كانان كفتانجي أوغلو، رئيس فرع حزب الشعب الجمهوري في إسطنبول تضامنًا مع الاحتجاج وقد وصفه أردوغان بأنه «إرهابي من جبهة–حزب التحرر الشعبي الثوري». أدى ذلك إلى تقديم كفتانجي أوغلو شكوى جنائية ضد الرئيس التركي.
بعد 23 يومًا من ترشيح بولو، لم يوافق أي أكاديمي من الجامعة على مساعدة بولو كنائب لرئيس الجامعة.
في 6 فبراير 2021، افتتحت الرئاسة التركية كليتين جديدتين. اعتبر المتظاهرون هذه الخطوة بمثابة إنشاء طاقم عمل جديد للعمل مع بولو وإضفاء الشرعية عليه.
في مارس 2021، رفع حوالي 70 مدرسًا من الجامعة دعوى قضائية لعزل بولو من مكتبه.  في غضون ذلك، عين بولو الفيزيائي ناسي إنسي، الذي وافق أيضًا على منصب نائب رئيس الجامعة، ليكون قائد المركز الاجتماعي العلمي بالجامعة.

## التحليل
صرح باران دوغان، في عموده في صحيفة إليري هابر، أن الحكومة زعمت، بعد فشلها في وقف الاحتجاجات من خلال «القمع والعنف والتهديد»، أن معظم المتظاهرين ليسوا طلابًا بل جماعات إرهابية استفزازية من أجل التعتيم على شرعية من الاحتجاجات.